# 松田芳郎
松田 芳郎（まつだ よしろう、1935年7月6日-2018年10月10日 ）は、日本の経済学者。一橋大学名誉教授。第8代日本統計学会理事長。発展途上国研究奨励賞、日本統計学会学会賞受賞。

## 略歴
北海道小樽出身。1958年小樽商科大学卒、一橋大学大学院経済学研究科博士課程満期退学。山田雄三の指導を受けた。1963年小樽商科大学商学部講師、66年助教、同年から一年間、フルブライト奨学生としてハーバード大学大学院に留学、73年一橋大学経済研究所助教授、79年教授。90年日本統計学会理事長。99年定年退官し名誉教授、東京国際大学教授となり、2006年青森公立大学教授。2002年文化経済学会会長。1988年アジア経済研究所第9回発展途上国研究奨励賞。2000年「企業構造の統計的測定方法」で経済学博士の学位を取得。2003年、第8回日本統計学会学会賞受賞、2015年瑞宝中綬章受章、同年大内賞受賞。
2018年10月10日に高カリウム血症のため死去。83歳没。

## 著書
- 『データの理論 統計調査のデータ構造の歴史的展開』岩波書店 一橋大学経済研究叢書 1978
- 『中国経済統計方法論 変容と現状』アジア経済研究所 1987
- 『企業構造の統計的測定方法』岩波書店 一橋大学経済研究叢書 1991
- 『ミクロ統計データの描く社会経済像』日本評論社 1999

### 共編著
- 『アジアにおける所得分配と貧困率の分析』溝口敏行共編著 多賀出版 1997
- 『中国農家における公正と効率』辻井博,浅見淳之共編著 多賀出版 2005